# Мисаил (митрополит Киевский)
Митрополит Мисаил (Пеструч) — митрополит Киевский, Галицкий и всея Руси (1473—1480). Его считают возможным автором Летописи за 1254—1425 годы.

## Биография
Из рода русских князей Пестручей. В 1445—1474 годах — епископ Смоленский.
С Москвой он дружил, и в 1454 году, будучи уже на Смоленской кафедре, он посылался к великому князю Василию Васильевичу за чудотворной иконой Божией Матери — Смоленской. В Москву икона попала в 1404 году. Её увёз Смоленский князь Юрий Святославич, восставший против Витовта. Просьба, переданная через Мисаила, была исполнена, и Смоленская икона была «отпущена из плена». Когда явился в Литву из Рима Григорий-Униат, епископ Мисаил был одним из тех архиереев, которые сначала не принимали его. Он писал об этом митрополиту Ионе в Москву и в ответ заслужил от Ионы похвалу в особом письме. Но вскоре православные епископы приняли формально унию. После смерти Григория в 1472 году его преемником и был избран Мисаил. Его избрание состоялось на поместном соборе, скорее всего в феврале 1473 г., о котором упоминается в грамоте 1476 года, известной как «Послание Мисаила». Этот документ был вторым обращением Мисаила к римскому понтифику, поскольку на письмо, переданное весной 1473 года через римского легата Антонио Бонумбре, ответа из Рима не последовало. Послание, обращённое к папе Сиксту IV и датированное 14 марта 1476 года, кроме Мисаила и двух архимандритов (киево-печерского Иоанна и виленского святотроицкого Макария) также подписали князь Михаил Олелькович, князь Федор Бельский, князь Дмитрий Вяземский, Александр Солтан, Иван Ходкевич, и другие видные деятели того времени. Впервые Послание Мисаила было издано униатским митрополитом Ипатеем Потеем в 1605 году и долго считалось фальсификатом, пока в XX веке не нашли ранние списки (начала XVI века, появившиеся задолго до Брестской унии). Реконструкция послания на основания имеющихся списков была осуществлена о. Н. Заторским и издана Украинским Католическим Университетом.
Константинопольский патриарх в 1476 году прислал своего митрополита Спиридона, монаха Афонского монастыря. Однако он был арестован польскими властями и не допущен к управлению церковью.
Мисаил управлял Киевской митрополией до 1480 года.